# Return of the Mac
Albums de Prodigy
H.N.I.C.
(2000) H.N.I.C. Pt. 2
(2008)
Singles
1. Stuck on You
Sortie : 2007

Return of the Mac est le deuxième album studio de Prodigy, sorti le 27 mars 2007.
L'album devait être une mixtape, préquelle du prochain album de Prodigy, H.N.I.C. Pt. 2. Mais en raison de sa qualité, Return of the Mac a été publié comme un album studio.
L'album a été produit par The Alchemist, collaborateur fréquent du groupe de Prodigy, Mobb Deep, qui a utilisé principalement des samples de chansons issues de la Blaxploitation, notamment la bande son du film Black Caesar.
L'album s'est classé 2e au Top Independent Albums, 9e au Top R&B/Hip-Hop Albums et 32e place du Billboard 200, avec environ 27 000 exemplaires vendus la première semaine, avant d'atteindre les 127 000 en novembre 2007.
Il a reçu des critiques élogieuses et a été considéré comme un retour aux sources de l'artiste après le relatif échec d'Infamy.

## Liste des titres
| No  | Titre                                        | Auteur                                   | Contient un (des) sample(s) de | Durée |
| --- | -------------------------------------------- | ---------------------------------------- | --- | ----- |
| 1.  | The Mac is Back Intro                        | Prodigy, The Alchemist                   | Kamen Rider de Shunsuke Kikuchi The Start of Your Ending (41st Side) de Mobb Deep Keep It Thoro de Prodigy Y.B.E. de Prodigy featuring B.G. When U Hear The de Mobb Deep Gunz for Sale de 50 Cent What's Poppin' Thun de Prodigy What a Real Mobb Do de Prodigy featuring Big Twins | 1:53  |
| 2.  | Return of the Mac (a.k.a New York Shit)      | Prodigy, The Alchemist                   | The Shalimar des Last Poets Blacula Strikes de Gene Page The Garden Freestyle de The Notorious B.I.G. et Big Daddy Kane featuring 2Pac, Big Scoob et Shyheim | 2:59  |
| 3.  | Stuck on You                                 | Prodigy, The Alchemist                   | I'm Hooked on You de Jeannie Reynolds | 4:29  |
| 4.  | Mac 10 Handle                                | Prodigy, The Alchemist                   | Easin' In d'Edwin Starr The Drive-By d'Ice Cube Mind Playing Tricks on Me des Geto Boys | 4:15  |
| 5.  | Down & Out in New York City (Interlude)      | Bodie Chandler, Barry De Vorzon          | Down and Out in New York City de James Brown | 0:32  |
| 6.  | The Rotten Apple                             | Prodigy, The Alchemist                   | We Got to Work It Out de Taana Gardner | 3:06  |
| 7.  | Madge Speaks (Interlude) (featuring Majesty) |                                          | | 1:16  |
| 8.  | Take it to the Top                           | Prodigy, The Alchemist                   | Mighty Gents des Mighty Gents | 3:22  |
| 9.  | P Speaks (Interlude)                         |                                          | | 1:05  |
| 10. | 7th Heaven" (featuring Un Pacino)            | J. Brayboy-Brady, Prodigy, The Alchemist | | 2:44  |
| 11. | Bang on 'Em                                  | Prodigy, The Alchemist                   | Do I Stand a Chance des The Montclairs | 3:39  |
| 12. | Nickel and a Nail                            | Prodigy, The Alchemist                   | A Nickel and a Nail d'O. V. Wright | 2:57  |
| 13. | Legends                                      | Prodigy, The Alchemist                   | Love Sounds des Intimate Strangers | 3:58  |
| 14. | Stop Fronting                                | Prodigy, The Alchemist                   | In the Rain des Dramatics Double Barrel de Dave & Ansel Collins Playing Your Game, Baby de Barry White Cry Together des O'Jays | 3:06  |

| 15. | My Priorities                                 | Love Gonna Pack Up (And Walk Out) des Persuaders | 3:21 |
| 16. | Thats That (featuring The Alchemist et Havoc) |                                                  | 4:00 |
| 17. | Last Words (featuring Kokane)                 | Thinking of You de Jay Dee                       | 2:41 |

| 15. | Stuck on You (Instrumental)  | 4:20 |
| 16. | Mac 10 Handle (Instrumental) | 4:43 |

| 15. | Stuck on You (Uncensored)                | 3:59 |
| 16. | Stuck on You                             | 3:59 |
| 17. | Mac 10 Handle                            | 4:11 |
| 18. | Return of the Mac (a.k.a. New York Shit) | 3:01 |